# João Leonardo
João Leonardo de Paula Reginato, ou simplement João Leonardo (né le 25 juin 1985 à Campinas), est un footballeur brésilien qui évolue au Aris Limassol au poste de défenseur central.